# Stenatemnus fuchsi
Espèce
Synonymes
- Chelifer fuchsi Tullgren, 1907

Stenatemnus fuchsi est une espèce de pseudoscorpions de la famille des Atemnidae.

## Distribution
Cette espèce se rencontre en Thaïlande, en Indonésie, en Papouasie-Nouvelle-Guinée et aux Îles Salomon.

## Publication originale
- Tullgren, 1907 : Über einige Chelonethiden des Naturhistorischen Museums zu Wiesbaden. Jahrbuch des Nassauischen Vereins für Naturkunde, vol. 60, p. 246-248 (texte intégral).